# 神奈川県民共済生活協同組合
神奈川県民共済生活協同組合（かながわけんみんきょうさいせいかつきょうどうくみあい、通称「神奈川県民共済」）は、共済事業を行う生活協同組合の一つ。神奈川県を対象とする。

## 概要
神奈川県で生命共済を中心に共済事業を展開している専業組合で、全国に先駆けて1973年（昭和48年）「県民共済」を創設し、その名称を使用している。
神奈川県以外の傘下の各県の生活協同組合が「県民共済」の名称を使用している全国生活協同組合連合会（全国生協連、都道府県民共済グループ）とは無関係（別系統）であり、そのため、全国生協連の神奈川県における共済事業（1982年開始）は「全国共済」（全国共済神奈川県生活協同組合）の呼称を用いている。
なお、組合員サービスとして実施している保養施設などの運営については、神奈川県民共済の100％子会社である「株式会社県民共済マネジメントサービス」が行っている。

## 沿革
- 1966年（昭和41年） - 総合生命共済制度の誕生。任意団体を設立。
- 1973年（昭和48年） - 消費生活協同組合法上の法人として神奈川県民共済生活協同組合が神奈川県の認可を取得。
- 1974年（昭和49年） - 保養施設箱根グリーンハイツ完成。
- 1983年（昭和58年） - 県民共済ビル（現：県民共済馬車道ビル）が完成。建物内にシネマホールオープン。
- 1992年（平成4年）  - 平塚に「湘南支所（現：湘南プラザ）」オープン。
- 2004年（平成16年） - 横浜みなとみらい地区の29街区に県民共済プラザビルが完成。建物内にパーティ会場メルヴェーユ、みらいホール（貸ホール）オープン。

## 主な共済制度
- 県民共済 活き生き新こども
- 県民共済 かがやき1000・2000・4000
- 県民共済 活き生き1500・2000・3000
- 県民共済 活き生きこども医療特約
- 県民共済 活き生き入院特約
- 県民共済 活き生き女性医療特約
- 県民共済 活き生き三大疾病特約
- 県民共済 生命特約
- 県民共済 女性応援医療特約
- 県民共済 女性応援医療特約half
- マイファミリー特約
- Ｎewこどもコース
- 女性医療 活き生き美しく
- 生涯コース
- こども入院共済特約
- 入院共済特約Ⅰ・Ⅱ
- メイン1000・2000・4000
- エース
- ミドル1000・2000
- 入院医療保障Ⅱ
- 安心入院コース
- ケガ保障コース

## その他事業
各事業の詳細は公式サイト内「組合員サービス」を参照。
- パーティ会場メルヴェーユ（県民共済プラザビル5〜7階）
- 県民共済みらいホール（県民共済プラザビル1階 / 貸ホール、イベント等に使用）
- 県民共済シネマホール（県民共済馬車道ビル2階 / 名画座・話題作を上映）
- セミナー・親子講座（生涯学習＆子育て応援）
- 箱根緑樹山荘（保養施設） - 施設リニューアルに伴い｢箱根グリーンハイツ｣から名称変更。